# Giải vô địch bóng đá thế giới các câu lạc bộ 2008
Giải vô địch bóng đá thế giới các câu lạc bộ 2008 (tên chính thức tiếng Anh: FIFA Club World Cup 2008) là giải bóng đá giữa các câu lạc bộ vô địch châu lục lần thứ năm được FIFA tổ chức tại Nhật Bản từ ngày 11 đến ngày 21 tháng 12 năm 2008.
Milan là đương kim vô địch, nhưng không thể bảo vệ chức vô địch do bị loại ở vòng 16 đội UEFA Champions League 2007–08.
Manchester United trở thành đội bóng Anh đầu tiên vô địch giải đấu sau khi thắng LDU Quito với tỉ số 1–0 ở trận chung kết. Đây là chức vô địch thế giới thứ hai của United, sau Cúp bóng đá liên lục địa 1999, cũng được tổ chức tại Nhật Bản và cũng là chiếc Cúp Liên lục địa duy nhất mà một câu lạc bộ của Anh giành được.
Trận tranh hạng năm bị huỷ bỏ ở giải lần trước, nay lại xuất hiện ở giải lần này. Để thu hút sự tham dự của các câu lạc bộ (vốn không mặn mà với giải đấu ), tổng tiền thưởng tăng vọt từ 500 nghìn $ lên 16,5 triệu $. Đội vô địch nhận 5 triệu, đội hạng nhì 4 triệu, đội hạng ba 2,5 triệu, các đội xếp sau lần lượt nhận 2; 1,5; 1 và 0,5 triệu $.

## Các đội tham dự
| Câu lạc bộ        | Liên đoàn              | Tư cách tham dự                       |
| ----------------- | ---------------------- | ------------------------------------- |
| Vào vòng bán kết  |                        |                                       |
| LDU Quito         | Nam Mỹ                 | Vô địch Copa Libertadores 2008        |
| Manchester United | Châu Âu                | Vô địch UEFA Champions League 2007-08 |
| Vào vòng tứ kết   |                        |                                       |
| Pachuca           | Bắc-Trung Mỹ và Caribe | Vô địch CONCACAF Champions' Cup 2008  |
| Gamba Osaka       | Châu Á                 | Vô địch AFC Champions League 2008     |
| Al-Ahly           | Châu Phi               | Vô địch CAF Champions League 2008     |
| Tham dự vòng loại |                        |                                       |
| Waitakere United  | Châu Đại Dương         | Vô địch OFC Champions League 2007-08  |
| Adelaide United   | Chủ nhà                | Á quân AFC Champions League 2008      |

## Địa điểm
Tokyo, Yokohama và Toyota là ba địa điểm phục vụ cho FIFA Club World Cup 2008.
| Sân vận động Quốc tế Yokohama                                                   | Sân vận động Quốc gia                           | Sân vận động Toyota                                  |
| 35°30′36,16″B 139°36′22,49″Đ / 35,5°B 139,6°Đ                                   | 35°40′41″B 139°42′53″Đ / 35,67806°B 139,71472°Đ | 35°05′4,02″B 137°10′14,02″Đ / 35,08333°B 137,16667°Đ |
| Sức chứa: 72.327                                                                | Sức chứa: 57.363                                | Sức chứa: 45.000                                     |
|                                                                                 |                                                 |                                                      |
| YokohamaTokyoToyotaGiải vô địch bóng đá thế giới các câu lạc bộ 2008 (Nhật Bản) |                                                 |                                                      |

## Trọng tài
| Liên đoàn bóng đá | Trọng tài                | Trợ lý trọng tài                           |
| ----------------- | ------------------------ | ------------------------------------------ |
| AFC               | Ravshan Irmatov          | Abdukhamidullo Rasulov Bahadyr Kochkorov   |
| AFC               | Yuichi Nishimura         | Toru Sagara Jeong Hae-Sang                 |
| CAF               | Mohamed Benouza          | Nasser Sadek Abdel Nabi Angesom Ogbamariam |
| CONCACAF          | Benito Archundia         | Hector Delgadillo Marvin Rivera            |
| CONMEBOL          | Pablo Pozo               | Patricio Basualto Julio Díaz               |
| OFC               | Peter O'Leary            | Brent Best Matthew Taro                    |
| UEFA              | Alberto Undiano Mallenco | Fermín Martínez Juan Carlos Yuste Jiménez  |

## Đội hình
Danh sách đội hình đăng ký thi đấu của các đội bóng tham dự, xem ở đây Danh sách cầu thủ tham dự FIFA Club World Cup 2008.

## Kết quả giải đấu

### Bảng kết quả
|  | Play-off               | Play-off               |                        |         | Tứ kết               | Tứ kết               |               |               | Bán kết | Bán kết |  |  | Chung kết              | Chung kết              |
|  | 11 tháng 12 - Tokyo    |                        |                        |         |                      |                      |               |               |         |         |  |  |                        |                        |
|  | Adelaide United        | 2                      |                        |         | 14 tháng 12 - Toyota | 14 tháng 12 - Toyota |               |               |         |         |  |  |                        |                        |
|  | Adelaide United        | 2                      |                        |         | 14 tháng 12 - Toyota | 14 tháng 12 - Toyota |               |               |         |         |  |  |                        |                        |
|  | Waitakere United       | 1                      |                        |         | Adelaide United      | 0                    |               |               |         |         |  |  |                        |                        |
|  | Waitakere United       | 1                      | 18 tháng 12 - Yokohama |         | Adelaide United      | 0                    |               |               |         |         |  |  |                        |                        |
|  |                        |                        |                        |         | Gamba Osaka          | 1                    |               |               |         |         |  |  |                        |                        |
|  | Gamba Osaka            | 3                      |                        |         | Gamba Osaka          | 1                    |               |               |         |         |  |  |                        |                        |
|  | Gamba Osaka            | 3                      |                        |         |                      |                      |               |               |         |         |  |  |                        |                        |
|  |                        |                        | Manchester United      | 5       |                      |                      |               |               |         |         |  |  |                        |                        |
|  |                        |                        | Manchester United      | 5       |                      |                      |               |               |         |         |  |  |                        |                        |
|  |                        |                        | 21 tháng 12 - Yokohama |         |                      |                      |               |               |         |         |  |  |                        |                        |
|  |                        |                        |                        |         |                      |                      |               |               |         |         |  |  |                        |                        |
|  | Manchester United      | 1                      |                        |         |                      |                      |               |               |         |         |  |  |                        |                        |
|  | Manchester United      | 1                      | 13 tháng 12 - Tokyo    |         |                      |                      |               |               |         |         |  |  |                        |                        |
|  |                        | LDU Quito              | 0                      |         |                      |                      |               |               |         |         |  |  |                        |                        |
|  |                        |                        | 0                      | Al-Ahly | 2                    |                      |               |               |         |         |  |  |                        |                        |
|  | 17 tháng 12 - Tokyo    |                        |                        | Al-Ahly | 2                    |                      |               |               |         |         |  |  |                        |                        |
|  |                        | Pachuca (hp)           | 4                      |         |                      |                      |               |               |         |         |  |  |                        |                        |
|  | Pachuca                | Pachuca (hp)           | 4                      | 0       |                      |                      |               |               |         |         |  |  |                        |                        |
|  | Pachuca                | Tranh hạng năm         | Tranh hạng năm         | 0       |                      |                      | Tranh hạng ba | Tranh hạng ba |         |         |  |  |                        |                        |
|  |                        | Tranh hạng năm         | Tranh hạng năm         |         | LDU Quito            | 2                    | Tranh hạng ba | Tranh hạng ba |         |         |  |  |                        |                        |
|  | Adelaide United        | 1                      | Gamba Osaka            | 1       | LDU Quito            | 2                    |               |               |         |         |  |  |                        |                        |
|  | Adelaide United        | 1                      | Gamba Osaka            | 1       |                      |                      |               |               |         |         |  |  |                        |                        |
|  | Al-Ahly                | 0                      | Pachuca                | 0       |                      |                      |               |               |         |         |  |  |                        |                        |
|  | Al-Ahly                | 0                      | Pachuca                | 0       |                      |                      |               |               |         |         |  |  |                        |                        |
|  | 18 tháng 12 - Yokohama | 18 tháng 12 - Yokohama |                        |         |                      |                      |               |               |         |         |  |  | 21 tháng 12 - Yokohama | 21 tháng 12 - Yokohama |

Giờ thi đấu tính theo giờ địa phương (Nhật Bản) (UTC+9)

### Đấu loại
| Adelaide United       | 2–1      | Waitakere United |
| --------------------- | -------- | ---------------- |
| Mullen 39' · Dodd 83' | Chi tiết | Seaman 34'       |

### Tứ kết
| Al-Ahly                       | 2–4 (h.p.) | Pachuca                                      |
| ----------------------------- | ---------- | -------------------------------------------- |
| Pinto 28' (l.n.) · Flávio 45' | Chi tiết   | Montes 47' · Giménez 73', 110' · Álvarez 98' |

| Adelaide United | 0–1      | Gamba Osaka |
| --------------- | -------- | ----------- |
|                 | Chi tiết | Endō 23'    |

### Bán kết
| Pachuca | 0–2      | LDU Quito               |
| ------- | -------- | ----------------------- |
|         | Chi tiết | Bieler 4' · Bolaños 26' |

| Gamba Osaka                                       | 3–5      | Manchester United                                          |
| ------------------------------------------------- | -------- | ---------------------------------------------------------- |
| Yamazaki 74' · Endō 85' (ph.đ.) · Hashimoto 90+1' | Chi tiết | Vidić 28' · Ronaldo 45+1' · Rooney 75', 79' · Fletcher 78' |

### Tranh hạng năm
| Al-Ahly | 0–1      | Adelaide United |
| ------- | -------- | --------------- |
|         | Chi tiết | Cristiano 7'    |

### Tranh hạng ba
| Pachuca | 0–1      | Gamba Osaka  |
| ------- | -------- | ------------ |
|         | Chi tiết | Yamazaki 29' |

### Chung kết
| LDU Quito | 0–1      | Manchester United |
| --------- | -------- | ----------------- |
|           | Chi tiết | Rooney 73'        |

| Vô địch FIFA Club World Cup 2008 Manchester United Lần thứ nhất |

## Cầu thủ ghi bàn hàng đầu
| 3 bàn - Wayne Rooney (Manchester United) 2 bàn - Yasuhito Endō (Gamba Osaka) - Christian Giménez (Pachuca) - Masato Yamazaki (Gamba Osaka) 1 bàn - Damián Álvarez (Pachuca) - Claudio Bieler (LDU Quito) - Luis Bolaños (LDU Quito) - Cristiano (Adelaide United) - Travis Dodd (Adelaide United) | - Flávio Amado (Al-Ahly) - Darren Fletcher (Manchester United) - Hideo Hashimoto (Gamba Osaka) - Luis Montes (Pachuca) - Daniel Mullen (Adelaide United) - Cristiano Ronaldo (Manchester United) - Paul Seaman (Waitakere United) - Nemanja Vidić (Manchester United) Ghi bàn vào lưới nhà - Fausto Pinto (Pachuca; trong trận gặp Al-Ahly) |

## Tổng kết

### Thứ hạng chung cuộc
| Xếp hạng | Đội bóng          | Liên đoàn bóng đá | Số trận | Số trận thắng | Số trận hòa | Số trận thua | Số bàn thắng | Số bàn thua | Hiệu số bàn thắng bại |
| -------- | ----------------- | ----------------- | ------- | ------------- | ----------- | ------------ | ------------ | ----------- | --------------------- |
| 1        | Manchester United | UEFA              | 2       | 2             | 0           | 0            | 6            | 3           | +3                    |
| 2        | LDU Quito         | CONMEBOL          | 2       | 1             | 0           | 1            | 2            | 1           | +1                    |
| 3        | Gamba Osaka       | AFC               | 3       | 2             | 0           | 1            | 5            | 5           | 0                     |
| 4        | Pachuca           | CONCACAF          | 3       | 1             | 0           | 2            | 4            | 5           | −1                    |
| 5        | Adelaide United   | AFC               | 3       | 2             | 0           | 1            | 3            | 2           | +1                    |
| 6        | Al-Ahly           | CAF               | 2       | 0             | 0           | 2            | 2            | 5           | −3                    |
| 7        | Waitakere United  | OFC               | 1       | 0             | 0           | 1            | 1            | 2           | −1                    |

### Giải thưởng
| Quả bóng vàng              | Quả bóng bạc                | Quả bóng đồng     |
| -------------------------- | --------------------------- | ----------------- |
| Rooney (Manchester United) | Ronaldo (Manchester United) | Manso (LDU Quito) |

| Fair play | Adelaide United |